# Emre Aydınel
Emre Sabri Aydınel (* 14. Januar 2000 in Bielefeld) ist ein deutsch-türkischer Fußballspieler. Seit 2024 spielt der Offensivspieler für Altınordu Izmir in der drittklassigen TFF 2. Lig.

## Sportlicher Werdegang
Aydınel entstammt der Jugend von Borussia Dortmund. Für den westfälischen Klub lief er in der B-Junioren- und A-Junioren-Bundesliga auf. In der A-Junioren-Bundesliga 2018/19 erreichte er mit der Mannschaft als Vizemeister der Weststaffel – mit 17 Treffern während der regulären Saison war er dabei vereinsintern bester Torschütze und lag nur einen Treffer hinter den Torschützenkönigen Darko Čurlinov vom 1. FC Köln und Ömer Uzun vom VfL Bochum – das Finalspiel gegen die A-Jugend-Mannschaft des VfB Stuttgart. Beim 5:3-Erfolg wurde er beim 1:3-Halbzeitrückstand gegen Paul-Philipp Besong ausgetauscht, der mit zwei Treffern in der zweiten Halbzeit zur Wende und damit dem Titelgewinn beitrug. Anschließend rückte er in den Kader der U-23-Mannschaft des Klubs auf und kam unter Trainer Mike Tullberg zu vereinzelten Kurzeinsätzen in der Regionalliga West.
Nachdem aufgrund der Auswirkungen der COVID-19-Pandemie in Deutschland der Spielbetrieb zeitweise geruht hatte, wechselte Aydinel im Oktober 2020 innerhalb der Regionalliga West zu Sportfreunde Lotte, wo er über weite Strecken Stammspieler war. Am Ende der Regionalliga-West-Saison 2021/22 verpasste er mit dem Klub als Drittletzter des Endklassements den Klassenerhalt. Daraufhin wechselte er innerhalb der Spielklasse zum SC Wiedenbrück, wo er sich in den beiden folgenden Jahren nicht dauerhaft als Stammspieler etablieren konnte.
Im Sommer 2024 wechselte Aydınel in den türkischen Profifußball und schloss sich dem Drittligisten Altınordu Izmir an. Sein Debüt am ersten Spieltag beim 2:0-Heimerfolg gegen İnegölspor krönte er mit dem Treffer zum Endstand. Im weiteren Verlauf der Spielzeit 2024/25 schwankte er zwischen Startelf und Ersatzbank, kam aber regelmäßig zum Einsatz.

## Weblink
- Emre Aydınel in der Datenbank von transfermarkt.de